# Telmo
Cet article concerne le prénom. Pour les ralentisseurs électromagnétiques, voir Telma. Pour l'opérateur télécoms à Madagascar, voir Telma (Madagascar).
Pour l’article ayant un titre homophone, voir Thelma.
Telmo et Telma sont des prénoms masculin et féminin.

## Origine et diffusion
Le prénom Telmo dérive probablement de saint Elme, en espagnol : san Telmo,
mais il est le plus souvent choisi en mémoire de saint Pedro González Telmo, un prêtre espagnol du XIIIe siècle, voir San Telmo .
Le prénom masculin Telmo est utilisé principalement en portugais et en espagnol, c'est aussi un prénom italien[réf. souhaitée].
Le prénom féminin Telma existe dans les langues latines et en islandais[réf. souhaitée], c'est à la fois la forme féminine de Telmo et la forme portugaise du prénom féminin Thelma.
La fête du prénom peut être célébrée le 2 juin en mémoire de saint Elme ou le 15 avril en mémoire de saint Pedro González Telmo.

## Personnalités portant le prénom Telma
- Telma Hopkins, chanteuse et actrice américaine ;
- Telma Monteiro, judoka portugaise ;
- Pour l'ensemble des articles sur les personnes portant ce prénom, consulter :
  - la liste des articles dont le titre commence par ce prénom
  - les listes produites par Wikidata : Liste des personnes de prénom « Telmo » — même liste en incluant les éventuels prénoms composés qui contiennent « Telmo ».

## Personnalités portant le prénom Telmo
- Telmo Zarra, footballeur espagnol ;
- Pour l'ensemble des articles sur les personnes portant ce prénom, consulter :
  - la liste des articles dont le titre commence par ce prénom
  - les listes produites par Wikidata : Liste des personnes de prénom « Telmo » — même liste en incluant les éventuels prénoms composés qui contiennent « Telmo ».